# Beenox
Beenox è un'azienda sviluppatrice di videogiochi, con sede a Quebec City, Québec, Canada. Fondata nel 2000 da Dominique Brown, la società è controllata dalla Activision (ora Activision Blizzard) dal 25 maggio 2005.
Ora l’azienda a seguito dell’acquisizione di Microsoft su  Activision Blizzard è ora parte degli Xbox Game Studios.
Il 18 gennaio 2022 Microsoft ha annunciato l’acquisizione di Activision Blizzard per 68,7 miliardi di dollari rendendo lo studio una sussidiaria di Xbox Game Studios.

## Storia
Tra il 2002 e il 2006, la società era una casa di porting. La società ha completato circa 30 progetti tra Microsoft Windows e Mac OS, sviluppando franchise popolari come X-Men, Spider-Man e Shrek. Nel 2006, la società è tornata a sviluppare videogiochi, con Bee Movie Game, gioco ispirato al film della DreamWorks Animation. La società ha preso parte con Activision all'E3 nel 2007, annunciando che Beenox avrebbe sviluppato con Activision il gioco Spider-Man Spider-Man: Amici o nemici (Spider-Man: Friend or Foe) che è stato pubblicato nell'ottobre 2007. Beenox ha circa 440 dipendenti che sviluppano giochi per le console come PlayStation 3, Xbox 360 e Wii. La società ha pubblicato per Xbox 360, PS2, PS3, Wii e per la versione PC Mostri contro alieni (Monsters vs. Aliens) e per le versioni console Guitar Hero: Greatest Hits (Guitar Hero: Smash Hits). Beenox dopo ha creato Spider-Man: Edge of Time, così come i giochi di Spider-Man dalla Columbia Pictures, come The Amazing Spider-Man e The Amazing Spider-Man 2.

## Sviluppo originale
| Anno | Gioco                                     | Piattaforma(e)                                                             |
| ---- | ----------------------------------------- | -------------------------------------------------------------------------- |
| 2001 | Pillars of Garendall                      | PC, Mac OS                                                                 |
| 2001 | Coldstone                                 | Mac OS                                                                     |
| 2007 | Bee Movie Game                            | PC, PlayStation 2, Xbox 360                                                |
| 2009 | Mostri contro alieni                      | PC, PlayStation 2, PlayStation 3, Wii, Xbox 360                            |
| 2009 | Guitar Hero: Greatest Hits                | PlayStation 2, PlayStation 3, Wii, Xbox 360                                |
| 2010 | Spider-Man: Shattered Dimensions          | PC, PlayStation 3, Wii, Xbox 360                                           |
| 2011 | Spider-Man: Edge of Time                  | Nintendo 3DS, PlayStation 3, Wii, Xbox 360                                 |
| 2012 | The Amazing Spider-Man                    | Nintendo 3DS, PC, PlayStation 3, Wii, Wii U, Xbox 360, PlayStation Vita    |
| 2014 | The Amazing Spider-Man 2                  | Nintendo 3DS, PC, PlayStation 3, PlayStation 4, Wii U, Xbox 360, Xbox One  |
| 2014 | Skylanders: Trap Team                     | Nintendo 3DS, PlayStation 3, PlayStation 4, Wii, Wii U, Xbox 360, Xbox One |
| 2019 | Crash Team Racing Nitro-Fueled            | PlayStation 4, Xbox One, Nintendo Switch                                   |
| 2019 | Call of Duty: Modern Warfare 2 Remastered | PlayStation 4, Xbox One, PC                                                |

## Porting
| Anno | Gioco                                      | Piattaforma(e)          |
| ---- | ------------------------------------------ | ----------------------- |
| 2003 | Tony Hawk's Pro Skater 4                   | PC                      |
| 2003 | Kelly Slater's Pro Surfer                  | PC                      |
| 2004 | Tony Hawk's Underground 2                  | PC                      |
| 2004 | Il Signore degli Anelli: Il ritorno del re | macOS                   |
| 2004 | Pitfall: The Lost Expedition               | PC                      |
| 2004 | Shrek 2: Team Action                       | PC                      |
| 2005 | Madagascar                                 | PC                      |
| 2005 | I Fantastici 4                             | PC                      |
| 2005 | Ultimate Spider-Man                        | PC                      |
| 2005 | Gun                                        | PC                      |
| 2006 | Over the Hedge                             | PC                      |
| 2006 | X-Men: Il gioco ufficiale                  | PC                      |
| 2006 | Cars - Motori ruggenti                     | PC                      |
| 2007 | Spider-Man 3                               | PC                      |
| 2007 | Spider-Man: Amici o nemici                 | PC                      |
| 2008 | Kung Fu Panda                              | PC                      |
| 2008 | 007: Quantum of Solace                     | PC, Wii                 |
| 2009 | Kung Fu Panda                              | macOS                   |
| 2009 | Transformers - La vendetta del caduto      | PC                      |
| 2013 | Skylanders: Swap Force                     | Wii                     |
| 2015 | Call of Duty: Black Ops III                | PlayStation 3, Xbox 360 |
| 2018 | Call of Duty: Black Ops IIII               | PC                      |
| 2019 | Call of Duty: Modern Warfare               | PC                      |